# S/2019 S 4
S/2019 S 4 ist einer der kleineren äußeren Monde des Planeten Saturn.

## Entdeckung und Benennung
S/2019 S 4 wurde am 3. Juli 2019 durch die Astronomen Edward Ashton und Brett Gladman auf Aufnahmen entdeckt, die mit dem 8,2-m-Subaru-Teleskop am Mauna-Kea-Observatorium angefertigt wurden. Aus diesem Zeitraum konnten 61 weitere Saturnmonde nachgewiesen werden; die Entdeckung wurde am 5. Mai 2023 bekannt gegeben, der Mond erhielt die vorläufige Bezeichnung S/2019 S 4.
Der Beobachtungszeitraum von S/2019 S 4 erstreckt sich vom 3. Juli 2019 bis zum 9. Juli 2021; es liegen insgesamt 15 Beobachtungen über einen Zeitraum von zwei Jahren vor.

## Bahneigenschaften
S/2019 S 4 umkreist Saturn in zwei Jahren und 168,4 Tagen auf einer stark elliptischen, retrograden Umlaufbahn zwischen 9.883.900 km und 26.030.500 km Abstand zu dessen Zentrum. Die Bahnexzentrizität beträgt 0,450, die Bahn ist 169,5° gegenüber dem Äquator von Saturn geneigt.
Der Mond ist Bestandteil der sogenannten Nordischen Gruppe von Saturnmonden, die den Planeten mit Bahnneigungen zwischen 145,2° und 177,5° und Bahnexzentrizitäten zwischen 0,130 und 0,580 retrograd umrunden.

## Physikalische Eigenschaften
S/2019 S 4 besitzt einen Durchmesser von etwa 2 km. Die absolute Helligkeit des Mondes beträgt 16,5 m.